# 第30軍 (德國國防軍)
第30軍（XXX. Armeekorps）是二戰期間德國陸軍中的一個軍。
1939/40年静坐战期间，該軍驻扎在德國西部邊境進，隨後參加了法國戰役和巴爾幹戰役。從1941年6月起在東線作戰，先是在南部，然後是北部。第30軍在斯大林格勒戰役後再次南下。1944年，該軍撤退到羅馬尼亞，並在1944年8月的第二次雅西-奇西瑙攻勢中被摧毀。第30軍在1944年末重新建立，并被部署到荷兰直至战争结束。

## 战斗区域
- 德國：1939年9月–1940年5月
- 法國：1940年5月–1940年7月
- 波蘭：1940年7月-1941年1月
- 巴爾幹半島：1941年1月-1941年6月
- 東線，南區–1941年6月–1944年8月（被摧毀）
- 荷蘭和德國西北部：1944年11月-1945年5月